# ドンガ県
ドンガ県 (ドンガけん、Département de Donga) はベナン中部の県。
2013年の人口は54万2605人、面積は1万1126km2、人口密度は48.77人/km2。
県都はジューグー。

## 地理
- 北：アタコラ県
- 東：ボルグー県
- 南：コリネス県
- 西：トーゴ

国内を南北に流れるウェメ川の源流にあたる。

## 歴史
1999年、北部のアタコラ県から分離、新設された。

## 下位行政区画

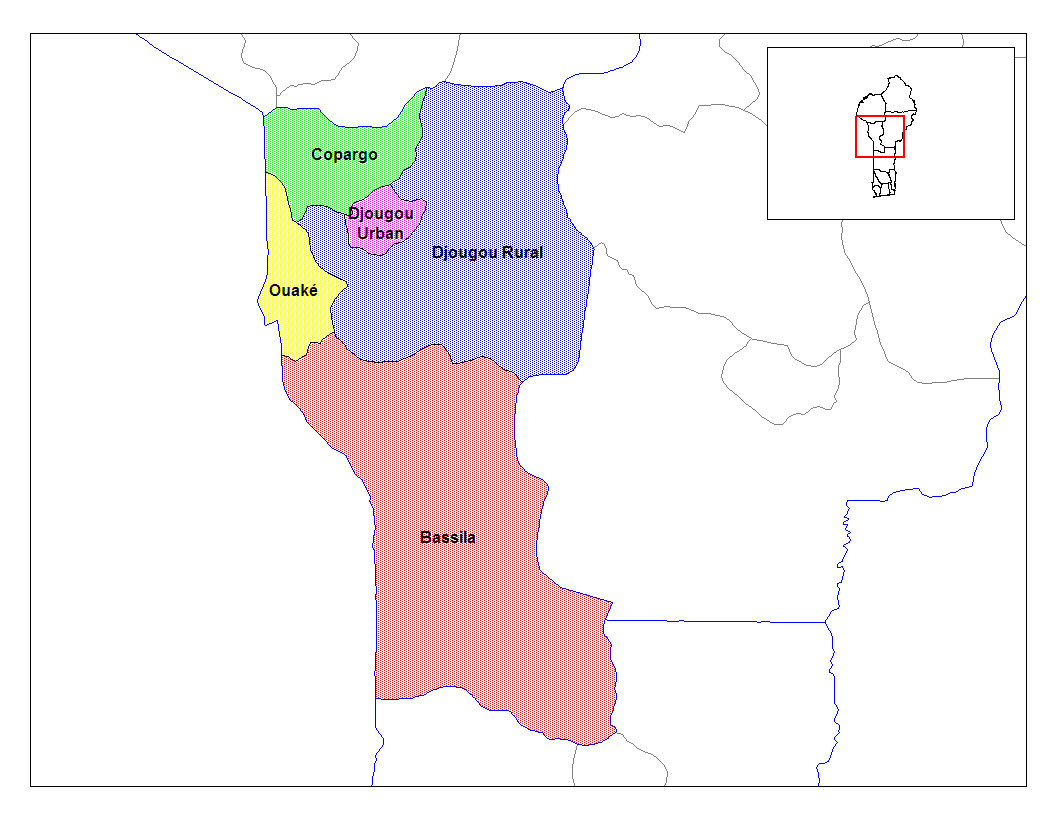
ドンガ県内の自治体

- Bassila
- Copargo
- Djougou Rural
- ジューグー
- Ouaké